# کارل کین
کارل کین (انگلیسی: Carl Cain؛ زاده ۲ اوت ۱۹۳۴ - درگذشتهٔ ٢ ژوئن ٢٠٢۴) بازیکن بسکتبال اهل ایالات متحده آمریکا بود. 